# Équipe cycliste Israel Premier Tech Academy
L'équipe cycliste Israel Premier Tech Academy est une équipe cycliste israélienne, qui court avec une licence d'équipe continentale. Elle est créée en 2020 et sert de réserve à l'équipe UCI World Tour Israel-Premier Tech.

## Principales victoires

### Courses d'un jour
- Midden-Brabant Poort Omloop : 2024 (Floris Van Tricht)
- Liège-Bastogne-Liège espoirs : 2024 (Joseph Blackmore)

### Courses par étapes
- Tour Alsace : 2023 (Sebastian Berwick)
- Circuit des Ardennes : 2024 (Joseph Blackmore)

### Championnats nationaux
- Championnats d'Australie sur route : 2
  - Course en ligne espoirs : 2023 (Alastair Mackellar)
  - Contre-la-montre espoirs : 2023 (Alastair Mackellar)
- Championnats du Canada sur route : 2
  - Contre-la-montre : 2022 (Derek Gee), 2024 (Pier-André Côté)
- Championnats des États-Unis sur route : 1
  - Contre-la-montre espoirs : 2023 (Viggo Moore)
- Championnats d'Israël sur route : 7
  - Contre-la-montre : 2023 (Oded Kogut)
  - Course en ligne espoirs : 2020 (Omer Lahav), 2021 (Oded Kogut), 2023 (Jonatan Abudraham), 2024 (Matar Peretz Hardeball)
  - Contre-la-montre espoirs : 2021 (Oded Kogut), 2024 (Emry Faingezicht)

## Classements UCI
L'équipe participe aux épreuves des circuits continentaux et en particulier de l'UCI Europe Tour. Les tableaux ci-dessous présentent les classements de l'équipe sur les différents circuits, ainsi que son meilleur coureur au classement individuel.
UCI Africa Tour
| UCI Africa Tour | UCI Africa Tour        | UCI Africa Tour                           | UCI Africa Tour |
| Année           | Classement par équipes | Meilleur coureur au classement individuel |                 |
| --------------- | ---------------------- | ----------------------------------------- | --------------- |
| 2020            | -                      | Awet Gebremedhin (33e)                    |                 |
|                 |                        |                                           |                 |
| Source : UCI    |                        |                                           |                 |

UCI America Tour
| UCI America Tour | UCI America Tour       | UCI America Tour                          | UCI America Tour |
| Année            | Classement par équipes | Meilleur coureur au classement individuel |                  |
| ---------------- | ---------------------- | ----------------------------------------- | ---------------- |
| 2020             | -                      | Edwin Ávila (74e)                         |                  |
| 2021             | -                      | Riley Pickrell (477e)                     |                  |
| 2022             | -                      | Derek Gee (60e)                           |                  |
| 2024             | -                      | Pier-André Côté (27e)                     |                  |
|                  |                        |                                           |                  |
| Source : UCI     |                        |                                           |                  |

UCI Europe Tour
| UCI Europe Tour | UCI Europe Tour        | UCI Europe Tour                           | UCI Europe Tour |
| Année           | Classement par équipes | Meilleur coureur au classement individuel |                 |
| --------------- | ---------------------- | ----------------------------------------- | --------------- |
| 2020            | 56e                    | Daniel Turek (431e)                       |                 |
| 2021            | 60e                    | Oded Kogut (545e)                         |                 |
| 2022            | 50e                    | Marco Frigo (717e)                        |                 |
| 2023            | 31e                    | -                                         |                 |
|                 |                        |                                           |                 |
| Source : UCI    |                        |                                           |                 |

UCI Oceania Tour
| UCI Oceania Tour | UCI Oceania Tour       | UCI Oceania Tour                          | UCI Oceania Tour |
| Année            | Classement par équipes | Meilleur coureur au classement individuel |                  |
| ---------------- | ---------------------- | ----------------------------------------- | ---------------- |
| 2021             | -                      | Alastair Mackellar (58e)                  |                  |
| 2022             | -                      | Alastair Mackellar (79e)                  |                  |
| 2023             | -                      | Alastair Mackellar (50e)                  |                  |
|                  |                        |                                           |                  |
| Source : UCI     |                        |                                           |                  |

L'équipe est également classée au Classement mondial UCI qui prend en compte toutes les épreuves UCI et concerne toutes les équipes UCI.
| Classement mondial | Classement mondial     | Classement mondial                        | Classement mondial |
| Année              | Classement par équipes | Meilleur coureur au classement individuel |                    |
| ------------------ | ---------------------- | ----------------------------------------- | ------------------ |
| 2020               | 136e                   | Daniel Turek (528e)                       |                    |
| 2021               | 93e                    | Oded Kogut (687e)                         |                    |
| 2022               | 91e                    | Derek Gee (696e)                          |                    |
| 2023               | 62e                    | Oded Kogut (452e)                         |                    |
| 2024               | 36e                    | Pau Martí (1016e)                         |                    |
|                    |                        |                                           |                    |
| Source : UCI       |                        |                                           |                    |

## Israel Premier Tech Academy en 2025
Effectif
| Effectif 2025            | Effectif 2025     | Effectif 2025    | Effectif 2025                           |
| Cycliste                 | Date de naissance | Pays             | Équipe précédente                       |
| ------------------------ | ----------------- | ---------------- | --------------------------------------- |
| Dylan Bibic              | 3 août 2003       | Canada           | Premier Tech U23 Cycling Project (2022) |
| Patrick Casey            | 21 mars 2006      | Irlande          |                                         |
| Samuel Coleman           | 15 janvier 2006   | Irlande          |                                         |
| Roei Edinger             | 9 mai 2006        | Israël           |                                         |
| Emry Faingezicht         | 11 février 2003   | Israël           |                                         |
| Alvaro Garcia Gimenez    | 6 avril 2005      | Espagne          |                                         |
| Brady Gilmore            | 14 avril 2001     | Australie        | ARA-Skip Capital (2024)                 |
| Moritz Kretschy          | 12 mai 2002       | Allemagne        | Rad-Net Oßwald (2023)                   |
| Karl Kurits              | 14 juin 2005      | Estonie          |                                         |
| Daniel Lima              | 12 décembre 2004  | Portugal         |                                         |
| Pau Martí                | 24 novembre 2004  | Espagne          |                                         |
| Viggo Moore              | 5 août 2004       | États-Unis       |                                         |
| Matar Peretz Hardeball   | 6 octobre 2005    | Israël           |                                         |
| Finlay Tarling           | 2 octobre 2006    | Royaume-Uni      | Willebrord Wil Vooruit (2024)           |
| Rotem Tene               | 30 mars 2001      | Israël           |                                         |
| Luke Valenti             | 5 juin 2004       | Canada           | Team Ecoflo Chronos (2023)              |
| Floris Van Tricht        | 23 juin 2001      | Belgique         | EFC-L&R-Van Mossel (2023)               |
| Jens Verbrugghe          | 23 septembre 2004 | Belgique         | Équipe continentale Groupama-FDJ (2024) |
| Kiaan Watts              | 27 juillet 2001   | Nouvelle-Zélande | AT85 Pro Cycling (2023)                 |
| Euan Woodliffe           | 18 janvier 2004   | Royaume-Uni      | AT85 Pro Cycling (2023)                 |
|                          |                   |                  |                                         |
| Source : ProCyclingStats |                   |                  |                                         |

Victoires
| Victoires | Victoires | Victoires | Victoires | Victoires | Victoires |
| Date      | Course    | Pays      | Classe    | Vainqueur |           |
| --------- | --------- | --------- | --------- | --------- | --------- |